# Тешка индустрија
Тешка индустрија је део индустрије који се бави производњом индустријских средстава (машине) за рад и експлоатацијом и прерадом сировина (горива) за рад.. Захтева велика улагања капитала и зависна је од сировинско-енергетске базе. Смештена је у околини великих индустријских насеља.

## Подела
Тешка индустрија се дели на неколико грана:
- металургија
- машинска индустрија
- електроиндустрија
- тешка хемијска индустрија
- грађевинска индустрија

Наведене гране се даље деле на појединачне и ужестручне секторе.